# Ariane holland hercegnő
Ariane (teljes nevén Ariane Wilhelmina Máxima Ines; Hága, 2007. április 10.–)  Oránia-Nassau és Hollandia hercegnője, Vilmos Sándor holland király harmadik lánya. A holland trónöröklési rendben jelenleg a harmadik helyet foglalja el.

## Életrajza
Ariane hercegnőt 2007. október 20-án a wassenaari  templomban keresztelték meg a Jordán vizével. A Keresztszülei Vilmos luxemburgi trónörökös, Tijo Collot d'Escury, Anton Friling, Valeria Delger és nagynénije Inés Zorreguieta.

## Fordítás
- Ez a szócikk részben vagy egészben  az   Ariane der Nederlanden című holland Wikipédia-szócikk fordításán alapul.  Az eredeti cikk szerkesztőit annak laptörténete sorolja fel. Ez a jelzés csupán a megfogalmazás eredetét és a szerzői jogokat jelzi, nem szolgál a cikkben szereplő információk forrásmegjelöléseként.